# 黄昏の名探偵
『黄昏の名探偵』（たそがれのめいたんてい）は、栗本薫の短編小説集。

## 概要
5編の作品を収録した短編集。いずれも本短編集のための書き下ろしであり、2003年10月に徳間書店から単行本として発行された。のち、2007年3月に徳間文庫から発行された。
収録作品はいずれも、執筆活動と同時にミュージカルを中心とする舞台制作活動も行ってきた作者が、自らミュージカル用に作曲した曲の中から5曲をピックアップし、それを元イメージとして小説化したものである。
巻末には「Making of 黄昏の名探偵」と題されたあとがきが収録されており、それぞれの作品の誕生した経緯について詳細に語っている。
収録作品のうち、「あの夏―Morning Light」は、「矢代俊一」シリーズに含まれる作品である。

## 書誌
- 徳間書店（単行本）版：2003年10月31日発行 / ISBN 4-19-861747-3
- 徳間文庫版：2005年4月25日発行 / ISBN 978-4-19-892570-3

## 収録作品
1. 紅椿
2. あの夏―Morning Light
3. 黄昏の名探偵―望郷編
4. タンゴ・トリステサ
5. 薔薇廃園―亡き王女のためのパヴァーヌ―

## CD
本短編集の刊行に先立ち、作者の作曲した舞台用楽曲のうち14曲を収録した同タイトルの自主制作CDが発売されている。この中には、本短編集の5作品それぞれのイメージの元となった楽曲も含まれている。

### 『黄昏の名探偵』
- 発売日：2003年2月1日
- 企画制作：天狼プロダクション
- 作詞・作曲：中島梓
- 編曲：荒川泰
- 歌：石原慎一、駒田一、花木佐千子
- 収録曲
  1. タンゴ・ロマンティック
  2. 黄昏の名探偵
  3. 片目のジャック
  4. 女賊の恋
  5. 上海哀歌
  6. 夢のワルツ
  7. タンゴ・トリステサ
  8. 紅椿
  9. ギムレット・ワルツ
  10. 鬼火
  11. 歌姫
  12. ヴァンパイア・ワルツ
  13. ララバイ・イン・ザ・モーニング
  14. MORNING LIGHT